# Upplands runinskrifter 706
Upplands runinskrifter 706 är en vikingatida runsten av granit i Öster-Dalby, Veckholms socken och Enköpings kommun. Runblocket är 1,6 meter långt och 1,10 meter brett. Runhöjden är 7 centimeter.
Den "Holmfast" som nämns i inskriften är troligen samme man som omtalas på U 705. Ristningen är inte signerad men sannolikt är den ristad av Balle.

## Inskriften
Translitterering av runraden:
... auk · hiulmfas... ... ...air · litu · rais... ...na · at · uikaut · (f)... ...
Normalisering till runsvenska:
... ok Holmfas[tr]/Hialmfas[tr ... þ]æiʀ letu ræis[a stæi]na at Vigaut f[aður] ...
Översättning till nusvenska:
... och Holmfast och ... -ger läto resa stenarna efter Vigöt, fader ...